# 쿠바 리브레

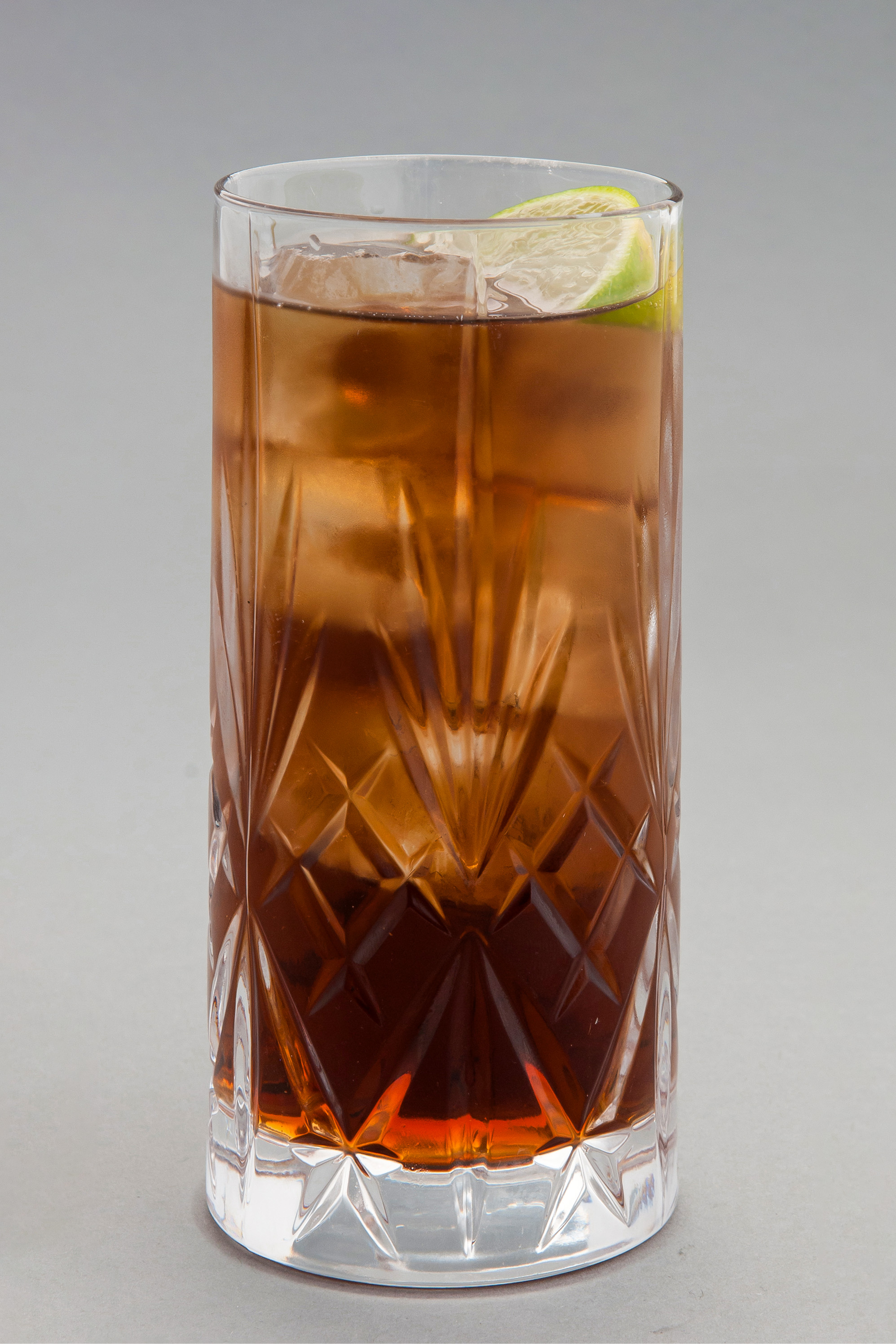

쿠바 리브레(Cuba libre, /ˌkjuːbə ˈliːbreɪ/ KEW-bə LEE-bray, 스페인어: [ˈkuβa ˈliβɾe]; 말 그대로 "Free Cuba")는 콜라, 럼 및 많은 조리법에서 얼음과 라임 주스로 구성된 하이볼 칵테일이다. 전통적으로 콜라 성분은 코카콜라("콜라")이고 알코올은 바카디와 같은 가벼운 럼주이다. 그러나 이 음료는 다양한 유형의 럼과 콜라 브랜드로 만들어질 수 있으며 라임 주스는 포함될 수도 있고 포함되지 않을 수도 있다.
칵테일은 쿠바가 스페인-미국 전쟁에서 독립을 쟁취한 후인 20세기 초 쿠바에서 시작되었다. 이후 쿠바, 미국 및 기타 국가에서 인기를 얻었다. 간단한 제조법과 저렴하고 어디에나 있는 재료로 인해 세계에서 가장 인기 있는 알코올 음료 중 하나가 되었다. 음료 비평가들은 종종 음료를 평범하다고 생각하지만 역사적 중요성으로 유명하다.

## 참고 문헌
- Brown, Jared McDaniel; Miller, Anistatia Renard (2009). 《Cuba: The Legend of Rum》. Mixellany Limited. ISBN 978-0976093787.
- Betancourt, Marian (2007). 〈Cuba Libre〉.   Smith, Andrew F. 《The Oxford Companion to American Food and Drink》. Oxford University Press. ISBN 978-0199885763.
- Coulombe, Charles A. (2005). 《Rum: The Epic Story of the Drink that Conquered the World》. Citadel Press. ISBN 0806525835.
- Curtis, Wayne (2009). 《And a Bottle of Rum: A History of the New World in Ten Cocktails》. New York, NY: Three Rivers Press. ISBN 978-0307512857.
- Gjelten, Tom (2008). 《Bacardi and the Long Fight for Cuba: The Biography of a Cause》. Penguin Group. ISBN 978-0670019786.
- Kingwell, Mark (2007). 《Classic Cocktails: A Modern Shake》. Macmillan Publishers. ISBN 978-0312375232.
- Kurlansky, Mark (2017). 《Havana: A Subtropical Delirium》. Bloomsbury Publishing USA. ISBN 978-1632863935.
- Mariani, John F. (2015). 〈Cuba Libre〉. 《Encyclopedia of American Food and Drink》. Bloomsbury Publishing. ISBN 978-1620401613.